# كلاي كولارد
كلاي كولارد (بالإنجليزية: Clay Collard؛ مواليد 10 مارس 1993) هو مُقاتل فنون قتالية مختلطة أمريكي.

## وصلات خارجية
- كلاي كولارد على موقع بوكس ريك (الإنجليزية) (registration required)
- كلاي كولارد على موقع يو إف سي (الإنجليزية)
- كلاي كولارد على موقع شيردوغ (الإنجليزية)
- كلاي كولارد على موقع Tapology.com (الإنجليزية)
- كلاي كولارد على موقع IMDb (الإنجليزية)